# Румбек
Румбек (англ. Rumbek) — місто у Південному Судані, адміністративний центр штату Озерний.

## Клімат
Місто знаходиться у зоні, котра характеризується кліматом тропічних саван. Найтепліший місяць — березень із середньою температурою 30.6 °C (87.1 °F). Найхолодніший місяць — серпень, із середньою температурою 26.3 °С (79.3 °F).
| Клімат Румбека          | Клімат Румбека | Клімат Румбека | Клімат Румбека | Клімат Румбека | Клімат Румбека | Клімат Румбека | Клімат Румбека | Клімат Румбека | Клімат Румбека | Клімат Румбека | Клімат Румбека | Клімат Румбека | Клімат Румбека |
| Показник                | Січ.           | Лют.           | Бер.           | Квіт.          | Трав.          | Черв.          | Лип.           | Серп.          | Вер.           | Жовт.          | Лист.          | Груд.          | Рік            |
| Середній максимум, °C   | 36,1           | 37,2           | 37,6           | 36,2           | 34,1           | 32,3           | 30,8           | 31,1           | 32,2           | 33,4           | 34,5           | 35,5           | 34,3           |
| Середня температура, °C | 27,2           | 29,1           | 30,6           | 29,8           | 28,6           | 27,3           | 26,5           | 26,3           | 27,2           | 27,6           | 27,5           | 26,8           | 27,9           |
| Середній мінімум, °C    | 19,4           | 21             | 22,8           | 23,4           | 22,5           | 21,8           | 21             | 20,9           | 21             | 21,1           | 20,1           | 19,1           | 21,2           |
| Норма опадів, мм        | 0.7            | 3.5            | 22.3           | 76.2           | 139.6          | 142.5          | 159.6          | 176.6          | 149.7          | 84.2           | 13.4           | 0              | 968.3          |
| Днів з опадами          | 0,2            | 0,8            | 3,2            | 6,9            | 10,6           | 10,8           | 12,6           | 13,9           | 10,6           | 7,7            | 2              | 0,1            | 79,4           |
| Вологість повітря, %    | 37             | 31.5           | 40.4           | 52.4           | 64.6           | 69.8           | 74             | 74.9           | 71.9           | 68.8           | 56.4           | 43.2           | 57.1           |
| ----------------------- | -------------- | -------------- | -------------- | -------------- | -------------- | -------------- | -------------- | -------------- | -------------- | -------------- | -------------- | -------------- | -------------- |
| Джерело: Weatherbase    |                |                |                |                |                |                |                |                |                |                |                |                |                |

## Транспорт
- У місті є аеропорт.